# 生死不离
《生死不離》是在2008年5月12日中国汶川大地震发生后，由北京奧組委文化活動部處長王平久作词，舒楠作曲的赈灾歌曲。歌手成龙、孙楠、谭晶分别演唱过不同的版本。
《生死不離》的歌词首先于5月14日晚间中国中央电视台的直播节目中由白岩松朗诵，后迅速传遍了全国；舒楠在采访中表示，自己在14日当晚看到白岩松直播中朗读歌词的片段后，用40分钟谱完了全曲。后来，《生死不离》被中国红十字会正式确定为四川汶川大地震抗震救灾與其一週年活動主题曲和中宣部出版的抗震救灾专辑《生死不离》的主题歌，中国国家博物馆也收藏了词作者的手稿。